# عروسی (فیلم)
عروسی (لهستانی: Wesele) یک کمدی سیاه لهستانی به کارگردانی وویچیخ اسماژوفسکی است که در سال ۲۰۲۱ منتشر شد.

## بازیگران
- روبرت وینتسکیویچ
- آگاتا کولشا
- یولیا ویشینسکا
- میخالینا واباچ
- آندژی خیرا
- ریشارد رونچفسکی
- آرکادیوش یاکوبیک
- هنریک گوونبیفسکی
- ماریا سوبوچینسکا
- ماریا سماتیوک